# Jaromír Vejvoda

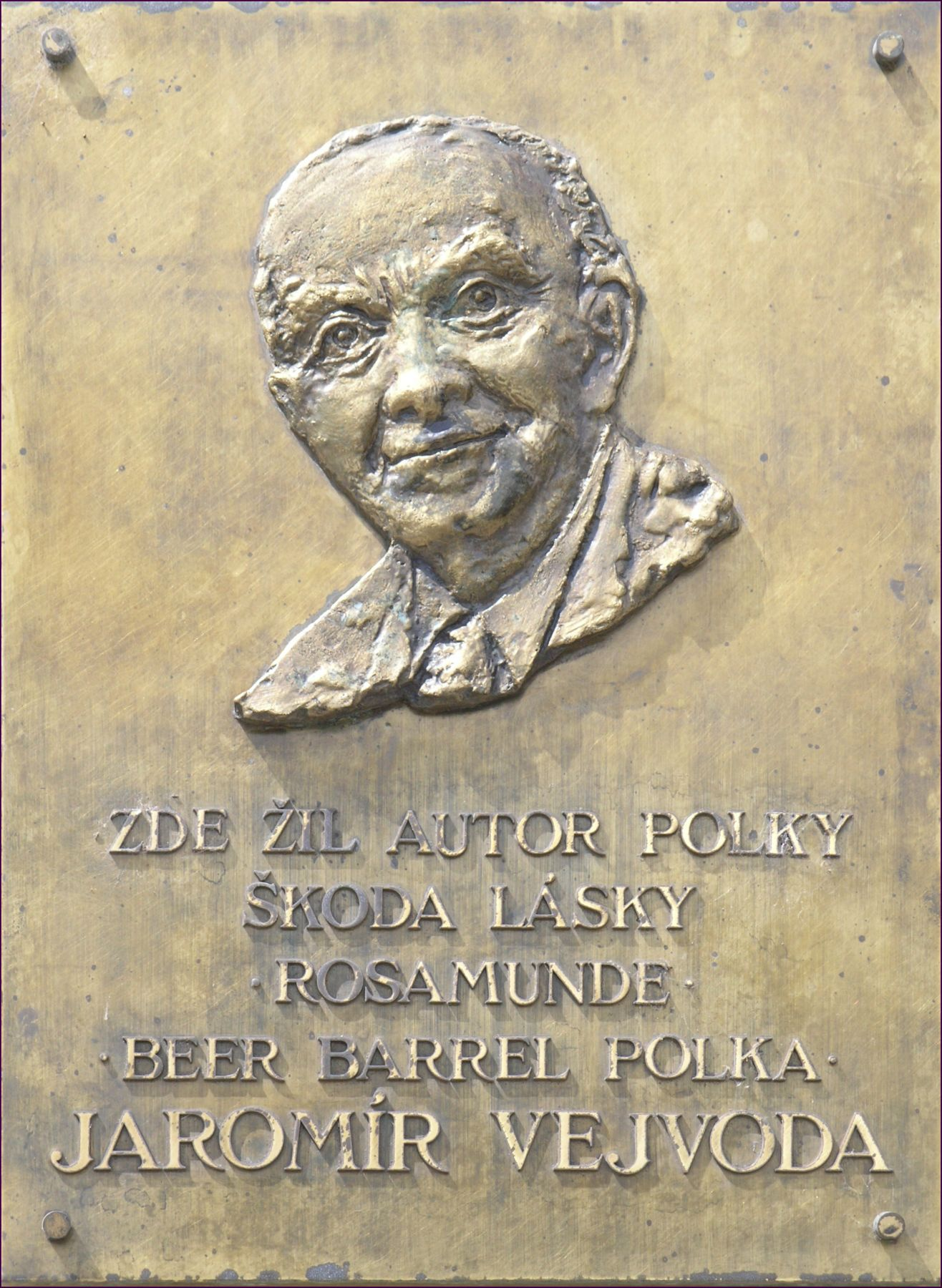
talica pamiątkowa na domu, gdzie mieszkał kompozytor na rynku w Zbraslavi dzielnicy Pragi

Jaromír Vejvoda (ur. 28 marca 1902 w Zbraslavi, zm. 13 listopada 1988) – czeski kompozytor i muzyk. Światową sławę uzyskał dzięki polce „Škoda lásky”, znanej w Polsce jako „Banda” lub „My młodzi, my młodzi, nam bimber nie zaszkodzi...”.

## Życiorys
Vejvoda pochodził z rodziny o tradycjach muzycznych. W wieku sześciu lat rozpoczął naukę gry na skrzypcach, a w wieku czternastu lat na trąbce skrzydłówce. W wieku piętnastu lat został członkiem zespołu, którego kapelmistrzem był jego ojciec, po czym w 1926 r. przejął z jego rąk kierowanie kapelą. Mieszkał w Cieplicach, później w Pradze. Nazywano go „królem muzyki na orkiestry dęte”. Spoczywa na miejscowym cmentarzu w Zbraslavi.
Vejvoda miał trzech synów: Jaromíra, Jiřího i Josefa. Po ojcu pałeczkę w dziedzinie muzyki przejął syn Josef, który został muzykiem, kompozytorem i kapelmistrzem. Wnuczka kompozytora Zuzanna jest artystką, także działającą w dziedzinie muzyki.
Od 1996 r. w Zbraslavi w ostatni weekend września odbywa się co roku międzynarodowy festiwal małych orkiestr dętych pod nazwą "Vejvodova Zbraslav".

## Twórczość
Skomponował ok. 82 utworów i piosenek. Najbardziej znana to powstała w 1927 Modrzanska polka – Škoda lásky, która została uznana za jeden z największych przebojów muzyki rozrywkowej XX wieku w plebiscycie Czeskiego Radia w 2000 r. 

### Utwory
- Ach, Bože lásko 1946 (Ach Boża miłości)
- Až dneska půjdeš spát 1986 (Aż do tej pory uśpiony)
- Až do rána bílého 1938 (Do białego rana)
- Až půjdu od tebe ráno 1941
- Babička zpívala 1981
- Bejvalo, bejvávalo 1979
- Blondýnko hezká 1938
- Cestička domů 1967
- Černé mraky 1941
- Černý kos 1935
- Čert 1981
- Dej si říct 1936
- Dej si zlíbat líc 1936
- Dřív než bude ráno 1986
- Hasičská
- Hrajte, já ráda tancuju 1937
- Já miloval 1946
- Já smutek nemám 1985
- Já tě čekám zítra ráno 1988
- Jednou, dvakrát 1954
- Ještě tu poslední 1972
- Kde jsi mé mládí 1938
- Kdyby ty muziky nebyly 1941
- Když na Zámecké hráli 1979
- Když polka spustí 1970
- Kvetou máky v poli 1934
- Lesní stráně 1959
- Lolita 1947
- Máničko má 1939
- Miramare 1934
- Mladá řeka 1970
- Moje potěšení 1940
- Moje znejmilejších 1983
- Muziko, muziko česká 1970
- My už to oba víme 1941
- Na konci vesnice 1941
- Naposledy 1947
- Nejhezčí oči 1981
- Neříkej, že máš mě rád 1972
- Nová Praha 1981
- Ode zdi ke zdi 1941
- Podzimní láska 1936
- Polka modrých očí 1942
- Poslední melodie 1985
- Poslední táborák 1967
- Proč tě tak ráda mám 1938
- Prodám léta 1984
- Psaníčko po letech 1941
- Repete 1937
- Rozloučení 1940
- Růže stolistá
- Růžové naděje 1938
- Skočte si děvušky 1940
- Slzy sirotka 1941
- Smál se měsíc 1957
- Smutná vdovička 1937
- Snubní prstýnek 1937
- Start na růžku 1991
- Škoda lásky 1934 (Szkoda miłości)
- Škoda lásky / Modřanská 1934 (Szkoda miłości - Modrzanska polka)
- Šla panenka rovnou cestou 1936
- Tuli-polka 1941
- Tvou vinou 1967
- Ty nemáš srdce 1935
- Ty to víš 1967
- Už je to dávno 1948
- Veselé mládí 1937
- Vlaštovička 1964
- Vzpomínky 1984
- Za Myslivnou 1970
- Zahoukala sova 1938
- Zapomenout 1954
- Zbraslavská 1957
- Zelené háje 1944
- Žádná neví